# Yamba
Yamba is een plaats in de Australische deelstaat New South Wales en telt 5621 inwoners (2006).